# Junior Durkin
Junior Durkin (Atlantic City, 2 luglio 1915 – Buckman Springs, 4 maggio 1935) è stato un attore statunitense, attivo come attore bambino e adolescente in teatro e al cinema, tra il 1923 e il 1935.

## Biografia
Trent "Junior" Durkin nacque ad Atlantic City (New Jersey) nel 1915. Sia il padre che la madre (separatisi poco dopo la nascita di Junior) avevano un passato di attori. La madre lavorava allora come segretaria allo Shubert Theatre di New York. Seguendo un apprendistato condiviso da molti altri attori bambini del tempo, Junior con le due sorelle maggiori, Gertrude e Grace, cominciò giovanissimo la sua carriera in teatro e nel musical, apparendo in ruoli di rilievo a Broadway già nel 1923-24 ed ancora nel 1926 e 1928-29. Junior e le sorelle cercarono quindi fortuna a Hollywood. Junior esordì al cinema a 14 anni nel film Recaptured Love (1930), e quindi in The Santa Fe Trail assieme alla piccola Mitzi Green, ottenendo un buon successo personale. La notorietà arrivò con il ruolo di "Huckleberry Finn" in Tom Sawyer (1930), e Huckleberry Finn (1931), assieme a Jackie Coogan, Mitzi Green e Jackie Searl. Nel 1932 ebbe un altro importante ruolo da protagonista, quello di Jimmy Mason, in Hell's House (1932), con Junior Coghlan e una giovane Bette Davis. Riprese il ruolo di buon adolescente traviato nel mondo del crimine nel film successivo Man Hunt (1933). 
Durkin proseguì la sua carriera di attore in teatro e nel 1933 fu nuovamente impegnato a Broadway e quindi al Pasadena Playhouse come protagonista del dramma “Growing Pains”. Dal 1934 sembrava finalmente avviato a una promettente carriera di giovane attore a Hollywood, con Big Hearted Herbert, Ready for Love e Little Men (1934), assieme a Dickie Moore, Frankie Darro, Tommy Bupp e Cora Sue Collins. Sempre più frequentemente si presentava con il suo vero nome di "Trent Durkin", scrollandosi di dosso quando possibile il soprannome di Junior.
Al termine delle riprese di Chasing Yesterday (1935), con in tasca un contratto pluriennale con RKO Pictures, un tragico incidente pose fine alla sua giovane vita.

## La morte
Il 4 maggio 1935, di ritorno da una partita di caccia in Messico con amici, l'auto nella quale il diciannovenne attore si trovava finì in una scarpata. Con lui c'erano l'amico attore Jackie Coogan, John H. Coogan (padre di Jackie), Charles Jones (il manager del Coogan Ranch), e il produttore Robert J. Horner. Dei passeggeri il solo a sopravvivere fu Jackie Coogan. Junior Durkin fu sepolto al Forest Lawn Memorial Park a Glendale (California).

## Riconoscimenti
- Young Hollywood Hall of Fame (1930's)

## Filmografia
- Recaptured Love, regia di John G. Adolfi (1930)
- The Santa Fe Trail, regia di Otto Brower e Edwin H. Knopf (1930)
- Tom Sawyer, regia di John Cromwell (1930)
- Huckleberry Finn, regia di Norman Taurog (1931)
- Hell's House, regia di Howard Higgin (1932)
- Man Hunt, regia di Irving Cummings (1933)
- Big Hearted Herbert, regia di William Keighley (1934)
- Ready for Love, regia di Marion Gering (1934)
- Little Men, regia di Phil Rosen (1934)
- Chasing Yesterday, regia di George Nichols Jr. (1935)

## Teatro (Broadway)
- The Lady (1923-24)
- H.M.S. Pinafore (1926)
- Courage (1928-29)
- Growing Pains (1933)